# Mistrzostwa Polski w Szermierce 2021
Mistrzostwa Polski w Szermierce 2021 – 92. edycja indywidualnie i 81. edycja drużynowych mistrzostw Polski odbyła się w dniach 21-23 maja 2021 w Raszynie.

## Medaliści

### kobiety
| Konkurencja:            | Złoto:                                                                              | Srebro:                                                                                  | Brąz:                                                                                                 |
| Medalistki indywidualne |                                                                                     |                                                                                          | |
| floret                  | Julia Walczyk (AZS UAM Poznań)                                                      | Martyna Jelińska (AZS AWF Poznań)                                                        | Antonina Lachman (AZS AWF Poznań) Marika Chrzanowska (AZS UAM Poznań)                                 |
| szabla                  | Zuzanna Cieślar (Zagłębiowski Klub Szermierczy)                                     | Angelika Wątor (Zagłębiowski Klub Szermierczy)                                           | Małgorzata Kozaczuk (AZS AWF Warszawa) Sylwia Matuszak (KKSz Konin)                                   |
| szpada                  | Barbara Brych (AZS AWF Kraków)                                                      | Renata Knapik-Miazga (AZS AWF Kraków)                                                    | Magdalena Piekarska-Twardochel (AZS AWF Warszawa) Alicja Klasik (RMKS Rybnik)                         |
| Medalistki drużynowe    |                                                                                     |                                                                                          | |
| floret drużynowo        | KS AZS-UAM Poznań Marika Chrzanowska Martyna Długosz Hanna Łyczbińska Julia Walczyk | AZS AWF Poznań Martyna Jelińska Antonina Lachman Martyna Synoradzka Aleksandra Wieczorek | UKS de la Salle Gdańsk Natalia Gołębiowska Alicja Kisielewska Malwina Kołodziejczyk Wiktoria Szewczyk |
| szabla drużynowo        | ZKS Sosnowiec Zuzanna Cieślar Julia Cieślar Julia Dobińska Angelika Wątor           | TMS Sosnowiec I Zuzanna Lenkiewicz Paulina Porada Zuzanna Porada Marta Puda              | KS Karabela Klaudia Malgrem Marta Okine Małgorzata Turek Martyna Komisarczyk                          |
| szpada drużynowo        | AZS AWF Kraków Barbara Brych Renata Knapik-Miazga Anna Polis Aleksandra Jarecka     | AZS Wratislawia Gloria Klughardt Anna Mroszczak Barbara Rutz Paulina Wilaszek            | AZS AWF I Warszawa Magdalena Piekarska-Twardochel Dominika Pawłowska Sara Pytka Kamila Pytka          |

### mężczyźni
| Konkurencja:           | Złoto:                                                                       | Srebro:                                                                                        | Brąz:                                                                                            |
| Medaliści indywidualni |                                                                              |                                                                                                |                                                                                                  |
| floret                 | Andrzej Rządkowski (Wrocławianie)                                            | Szymon Czartoryjski (AZS AWF Warszawa)                                                         | Leszek Rajski (Wrocławianie) Adrian Wojtkowiak (AZS AWF Poznań)                                  |
| szabla                 | Mateusz Knez (OŚ AZS Poznań)                                                 | Mikołaj Grzegorek (MUKS VICTOR Warszawa)                                                       | Piotr Szczepanik (MUKS VICTOR Warszawa) Szymon Hryciuk (AZS AWF Katowice)                        |
| szpada                 | Seweryn Brzozowski (Legia Warszawa)                                          | Aleksander Staszulonek (Piast Gliwice)                                                         | Sebastian Majgier (Piast Gliwice) Wojciech Lubieniecki (Cracovia)                                |
| Medaliści drużynowi    |                                                                              |                                                                                                |                                                                                                  |
| floret drużynowo       | AZS AWFiS Gdańsk Piotr Janda Mateusz Kozak Mikołaj Rudnicki Michał Siess     | AZS AWF Warszawa I Michał Biedrzycki Szymon Czartoryjski Jakub Surwiłło Jan Zakrzewski         | Wrocławianie Andrzej Rządkowski Radosław Pietrusiewicz Leszek Rajski Paweł Szumielewicz          |
| szabla drużynowo       | AZS AWF Katowice Szymon Hryciuk Marcin Lipiński Jakub Ociński Tomasz Pytel   | MUKS VICTOR Warszawa Marcel Broniszewski Jakub Broniszewski Mikołaj Grzegorek Piotr Szczepanik | Zagłębiowski Klub Szermierczy Grzegorz Dominik Krzysztof Kaczkowski Michał Kochan Piotr Sosulski |
| szpada drużynowo       | AZS Wratislavia Maciej Bielec Daniel Marcol Michał Opałka Bartłomiej Szurlej | Piast Gliwice Sebastian Majgier Damian Michalak Aleksander Staszulonek Mateusz Nycz            | AZS AWF I Katowice Mateusz Antkiewicz Jan Bulandra Tomasz Kałuziński Jan Wenglarczyk             |